# (12113) Hollows
(12113) Hollows (1998 OH12) – planetoida z pasa głównego asteroid okrążająca Słońce w ciągu 5,21 lat w średniej odległości 3 j.a. Odkryta 29 lipca 1998 roku.